# Algoritmo de Zhao Youqin para π

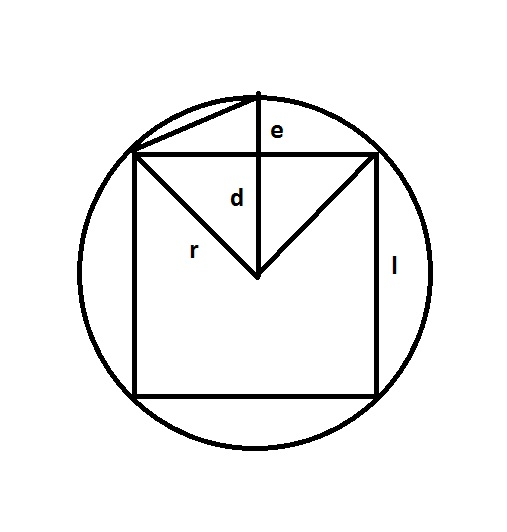
Algoritmo de Zhao Youqin para π

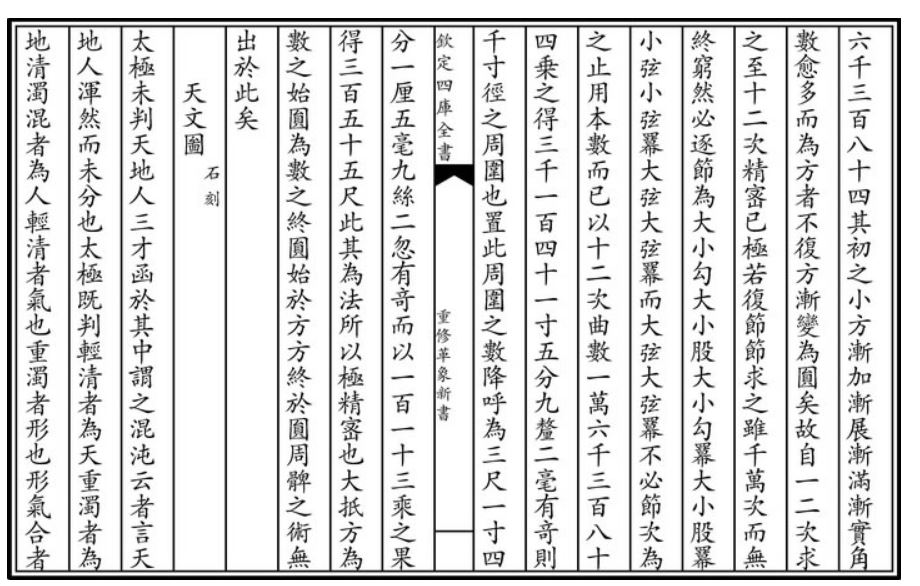
Uma página do livro de Zhao Youqin Ge Xiang Xin Shu Vol. 5

O algoritmo de Zhao Youqin para π foi um algoritmo criado pelo astrônomo e matemático chinês da Dinastia Yuan Zhao Youqin (赵友钦, ? – 1330) para calcular o valor de π em seu livro Ge Xiang Xin Shu (革象新书).

## Algoritmo
Zhao Youqin começou com um quadrado inscrito em um círculo com raio r.
Se {\displaystyle \ell } denota o comprimento de um lado do quadrado, desenhe uma linha perpendicular d do centro do círculo ao lado l. Seja e por definição r − d. Então do diagrama
{\displaystyle d={\sqrt {r^{2}-\left({\frac {\ell }{2}}\right)^{2}}}}
{\displaystyle e=r-d=r-{\sqrt {r^{2}-\left({\frac {\ell }{2}}\right)^{2}}}.}
Estenda a linha perpendicular d para dividir o círculo em um octógono; {\displaystyle \ell _{2}} denota o comprimento de um lado do octógono.
{\displaystyle \ell _{2}={\sqrt {\left({\frac {\ell }{2}}\right)^{2}+e^{2}}}}
{\displaystyle \ell _{2}={\frac {1}{2}}{\sqrt {\ell ^{2}+4\left(r-{\frac {1}{2}}{\sqrt {4r^{2}-\ell ^{2}}}\right)^{2}}}}
Seja {\displaystyle l_{3}} o comprimento de um lado do hexadecágono
{\displaystyle \ell _{3}={\frac {1}{2}}{\sqrt {\ell _{2}^{2}+4\left(r-{\frac {1}{2}}{\sqrt {4r^{2}-\ell _{2}^{2}}}\right)^{2}}}}
similarmente
{\displaystyle \ell _{n+1}={\frac {1}{2}}{\sqrt {\ell _{n}^{2}+4\left(r-{\frac {1}{2}}{\sqrt {4r^{2}-\ell _{n}^{2}}}\right)^{2}}}}
Procedendo desta forma Zhao Youqin calculou o lado de um 16384-gono, multiplicando-o por 16384 para obter 3141,592 para um círculo com diâmetro = 1000 unidades, ou
{\displaystyle \pi =3.141592\,.}
Zhao Youqin multiplicou este número por 113 e obteve 355. Deduziu deste número que dos valores tradicionais de π, 3, 3,14, ⁠22/7⁠ e ⁠355/113⁠, o último é o mais preciso.